# Ґосейбай сікімоку
Ґосейба́й сікімо́ку (яп. 御成敗式目, ごせいばいしきもく, «Список покарань») — японський звід законів сьоґунату Камакура. Складається з 51 статті. Упорядкований у 1232 році за наказом сіккена Ходзьо Ясутокі. Базується на звичаєвому праві Японії XI–XIII століть. Вважається першою писемною пам'яткою самурайської законотворчості

## Короткі відомості
Офіційною назвою зводу є «Список покарань». Початково він називався «Статті покарань», але згодом став називатися «Списком». Популярною історичною назвою зводу є «Список Дзьоей», що походить від назви девізу Імператорського правління «Дзьоей».
«Список покарань» було затверджено 30 липня 1232 року, за 11 років після Смути Дзьокю 1221 року. Звід розробляли за наказом сіккена Ходзьо Ясутокі його радники: Яно Томосіґе, Сато Нарітокі, Фудзівара Дзьоен та Ота Ясуцура. Прийняття «Списку» відбувалося на засіданнях наради сіккена, в присутності найбільш впливових самураїв сьоґунату. Загалом в процесі упорядкування зводу брало участь 13 державних діячів, включно з Ходзьо Ясутокі.
Ще від часу заснування Камакурського сьоґунату у 1185 році східнояпонські самураї виробили власні усні «військові закони», які відрізнялися від традиційних японських правових норм, затверджених у Імператорських кодексах та законодавстві столичної аристократії. Ці закони базувалися на звичаях вояків Кантоської рівнини, які визнавали голову Камакурського уряду, сьоґуна, своїм абсолютним володарем. Проте після Смути Дзьокю 1221 року, сьоґунат розширив свій вплив і східнояпонське звичаєве право на Західну Японію, що стало спричинило конфлікти між новоприбулими самураями-адміністраторами зі Сходу і місцевим населенням. Для врегулювання цих конфліктів, а також оформлення дієвої і стабільної системи контролю Камакурського сьоґунату над підлеглими, було складено «Список покарань» 1232 року.
Звід складається з 51 статті, які за зразком «Конституції сімнадцяти статей» принца Шьотоку, розподілені на 3 частини по 17 статей за темами «Неба», «Землі» і «Людини». Провідною ідеєю пам'ятки є дотримання вищої істинності — «принципу Дао», який лежить в основі самурайського поняття справедливості і втілюється у рішеннях суддів. Зміст «Список покарань» умовно поділяється на такі розділи:
- Буддистські монастирі і синтоїстські святилища (статті 1–2)
- Організація сьоґунату:
  - Сюґо (статті 3–4)
  - Дзіто (статті 5, 38)
  - Інші посадовці (статті 37, 39, 40)
- Закон про землю:
  - Володіння землею (статті 7–8, 36, 43, 47)
  - Управління наділами (статті 42, 46)
  - Продаж наділами (стаття 48)
- Кримінальне право (статті 9–17, 32–34)
- Закон про спадщину (статті 18–27)
- Судочинство (статті 6, 28–31, 35, 41, 44, 45, 49–51)

Розділи про організація сьоґунату і кримінальне право були упорядковані згідно з потребами сьоґунату, розділ про спадщину базувався на самурайському звичаєвому праві, а розділ про землеволодіння увібрав у себе як самурайські норми, так і нововведення сьоґунатівської адміністрації, які відповідали потребам часу. Стаття 8 є маніфестацією самурайського розуміння приватної власності на землю, відмінного від норм аристократичного законодавства 8 - 11 століття.
Перша група статей з 1 по 31 мають упорядкований вигляд, а друга група статей з 32 по 52 — невпорядкований. Вважається, що початково зміст статей першої групи був поділений на 51 статтю, але після 1232 року скорочений до 31 статті і доповнений змістом статей другої групи. У такому вигляді звід зберігся до наших днів.
«Список покарань» формально не заперечував положень традиційних правових норм минулого, але фактично касував їх на землях, що була підвладна сьоґунату. Він став свідченням політичної зрілості самурайства і незалежності від аристократії. Вже у XIV столітті цей звід вважався священною книгою, часто поміщався у середину буддистських статуй і був об'єктом поклоніння серед незаможних вояків. У XVII столітті, незважаючи на втрату чинності, «Список покарань» був відомий широкому загалу японців і використовувався у школах для простолюдинів як підручник з читання і письма.